# Charlie White
Charles Allen White (nacido el 24 de octubre de 1987) es un patinador  sobre hielo estadounidense en la modalidad de danza. Junto con su pareja de patinaje, Meryl Davis, fue Campeón Olímpico en 2014 y Campeón Mundial en 2011 y 2013. Davis y White obtuvieron la medalla de plata en los Juegos Olímpicos de 2010, y en los Campeonatos Mundiales de 2010 y 2012. Ganaron la Final del Grand Prix de patinaje artístico sobre hielo cinco veces consecutivas, entre 2009 y 2013, así como el Campeonato de los Cuatro Continentes en  2009, 2011 y 2013. Fueron los Campeones de los Estados Unidos entre 2009 y 2014. En los Juegos Olímpicos de 2014, también ganaron una medalla de bronce en la competición por equipos.
Davis y White empezaron a patinar juntos en 1997. Fueron los primeros patinadores estadounidenses en ganar el título mundial y el olímpico en danza sobre hielo. En los Juegos Olímpicos de 2014, obtuvieron las puntuaciones más altas registradas hasta la fecha en la danza corta, la danza libre y la total, y en el Trofeo NHK de 2006, consiguieron el máximo nivel en todos los elementos de su danza libre, algo que no había logrado anteriormente ninguna otra pareja de danza.

## Carrera deportiva

### Inicios
White nació en Royal Oak, un suburbio de Detroit, en el estado de Míchigan. Asistió a la escuela en Birmingham (Míchigan). Se inició en el patinaje a los cinco años y empezó a practicar la danza sobre hielo también a los siete años, por consejo de su entrenador, que pensaba que le ayudaría a mejorar su técnica. En patinaje artístico individual llegó a ser medallista de bronce nacional en la categoría principiante (novice) en 2004, y compitió internacionalmente como júnior. Además, también jugaba al hockey sobre hielo con el equipo de su escuela, que logró clasificarse para el campeonato estatal de Míchigan.
En danza sobre hielo, empezó a patinar con Meryl Davis hacia finales de los 90. En la temporada 2000/2001, Davis y White se clasificaron para el Campeonato Nacional de los Estados Unidos en la categoría principiante  y acabaron sextos. En la temporada siguiente obtuvieron la medalla de plata en la misma categoría tras lo que ascendieron al nivel júnior. En su primera temporada júnior, participaron en el Grand Prix Júnior de 2002 y consiguieron la séptima plaza en el Campeonato Nacional de los Estados Unidos.
Compitieron en la categoría júnior por un total de cuatro temporadas. En 2004, ganaron la medalla de plata el Campeonato Nacional de los Estados Unidos; este resultado les valió para clasificarse para el Campeonato Mundial Júnior, donde quedaron en la 13.ª posición. En la siguiente temporada, consiguieron dos medallas de bronce en la serie del Grand Prix, pero no pudieron clasificarse para el Campeonato Nacional debido a una fractura de tobillo que sufrió White jugando al hockey. En la temporada 2005/2006, obtuvieron sendas medallas en dos competiciones del Grand Prix y avanzaron a la final, donde fueron medallistas de plata. Se proclamaron campeones júnior de los Estados Unidos y ganaron la medalla de bronce en el Campeonato Mundial. A partir de entonces White decidió abandonar el patinaje artístico individual y el hockey sobre hielo y concentrarse exclusivamente en su carrera en danza sobre hielo.

### Temporadas 2006/2007 y 2007/2008

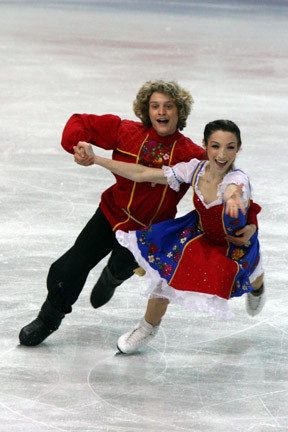
Davis y White en el Campeonato Mundial de 2008

En 2006, Meryl Davis sobrepasó la edad límite para patinar como júnior y la pareja  compitió por primera vez como en la categoría sénior en la serie del Grand Prix, concretamente en Skate Canada y el Trofeo NHK, donde consiguieron  el máximo nivel de dificultad en todos los elementos la danza libre, lo que supuso un récord en danza sobre hielo. Quedaron en cuarta posición en ambos eventos. En el Campeonato Nacional de Estados Unidos de 2007 alcanzaron la tercera plaza, y formaron parte del equipo estadounidense en el Campeonato de los Cuatro Continentes y el Campeonato Mundial de 2007, donde se clasificaron cuartos y séptimos respectivamente. La séptima posición fue por entonces la más alta obtenida jamás por una pareja de danza estadounidense en su primer Campeonato Mundial.
Davis y White iniciaron la temporada 2007/2008 con la cuarta plaza en Skate America. En el Trofeo Éric Bompard obtuvieron su primera medalla en la serie del Grand Prix sénior. En el Campeonato de Estados Unidos de 2008 quedaron segundos, así como en el Campeonato de los Cuatro Continentes. En el Campeonato Mundial llegaron a la sexta posición.

### Temporada 2008/2009
En 2008, Davis y White ganaron en Skate Canada, su primera competición del Grand Prix de la temporada. En su segundo evento, la Copa de Rusia, consiguieron el tercer puesto en la danza obligatoria; White sufrió dos caídas durante la danza original y quedaron octavos en ese segmento de la competición. Se recuperaron en la danza libre, donde fueron segundos y lograron el tercer puesto en total, resultado que les clasificó para la Final. En la final, ganaron la medalla de bronce.
Davis y White se proclamaron campeones de los Estados Unidos en el Campeonato Nacional de 2009, en el que los campeones anteriores, Tanith Belbin y Benjamin Agosto no pudieron defender su título a causa de una lesión. En febrero de 2009, obtuvieron una disputada victoria en el Campeonato de los Cuatro Continentes, tras quedar por detrás de 
Tessa Virtue y Scott Moir en las danzas obligatoria y original y batirles en la danza libre. En el 
Campeonato Mundial fueron terceros en la danza original y en la danza libre, pero no pudieron remontar un mal resultado en la danza obligatoria y quedaron en la cuarta posición.

### Temporada 2009/2010

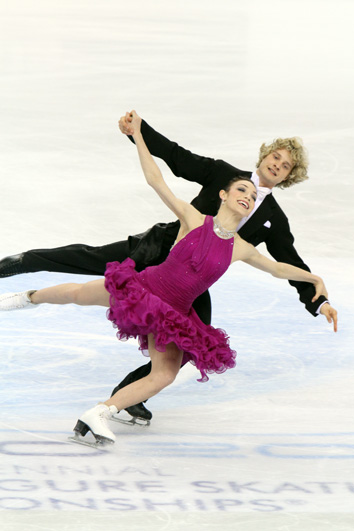
En el Campeonato Mundial de 2010

Davis y White iniciaron la temporada olímpica  con la medalla de oro en el Nebelhorn Trophy de 2009, donde quedaron primeros en todos los segmentos de la competición. También ganaron la Copa de Rusia —Copa Rostelecom—, el Trofeo NHK y se convirtieron en la primera pareja de danza estadounidense en ganar la final de Grand Prix de 2009, con el primer puesto en la danza original y el segundo en la danza libre. En el Campeonato de los Estados Unidos de 2010 revalidaron su título batiendo por primera vez a los campeones de 2008 Belbin y Agosto en ambas fases de la competición.
En los  Juegos Olímpicos de Vancouver, en Canadá, Davis y White obtuvieron 107,19 puntos, su mejor puntuación hasta la fecha en la danza libre y ganaron la medalla de plata, detrás de los canadienses  Virtue y Moir. También obtuvieron la segunda plaza en el Campeonato Mundial de 2010.

### Temporada 2010/2011
Davis y White ganaron todas las competiciones en las que participaron en la temporada 2010/2011. En Skate America sufrieron una caída en la danza libre, pero conservaron el primer puesto. Tras la competición, hicieron algunos cambios a la danza libre. También ganaron el Trofeo NHK y defendieron el título de campeones de Grand Prix en la final. Asimismo, consiguieron su tercera victoria consecutiva en el Campeonato de los Estados Unidos .
En el Campeonato de los Cuatro Continentes, acabaron  por detrás de los campeones olímpicos vigentes Virtue y Moir la danza corta, pero estos se retiraron posteriormente de la competición y Davis y White ganaron la danza libre y la medalla de oro. En el Campeonato Mundial de 2011, Virtue y Moir volvieron a quedar primeros en la danza corta, pero Davis y White ganaron la siguiente fase con 111,51 puntos, la puntuación más alta otorgada a una danza libre en toda la temporada y consiguieron el título Mundial de danza por primera vez para los Estados Unidos.

### Temporada 2011/2012
En el Grand Prix de la temporada 2011/2012 Davis y White compitieron en Skate America y la Copa de Rusia y ganaron ambas competiciones y la final. En 2012, se mantuvieron como campeones de los Estados Unidos, pero quedaron en segundo puesto detrás de Virtue y Moir tanto en el  Campeonato de los Cuatro Continentes como en el Campeonato Mundial. Sin embargo, en el Trofeo Mundial por equipos, en la que el equipo estadounidense obtuvo la medalla de plata, lograron batir a los canadienses por 5,6 puntos.
En junio de 2012, su entrenador Igor Shpilband fue despedido de su puesto de director de la escuela de danza sobre hielo del Arctic FSC. Davis y White decidieron romper su relación profesional con él y permanecer en el club con Marina Zueva como su nueva entrenadora.

### Temporada 2012/2013
Davis y White iniciaron la temporada 2012/2013 con victorias en Skate America y el Trofeo NHK de 2012.
 En diciembre ganaron por cuarta vez la final del Grand Prix, con la primera plaza en la danza corta y la danza libre. En enero de 2013, se proclamaron de nuevo campeones de los Estados Unidos, con puntuaciones récord en ambas fases de la competición.
En el Campeonato de los Cuatro Continentes consiguieron la medalla de oro, a pesar de un error en la danza corta que los situó en segunda posición en esta parte de la competición, por detrás de Virtue y Moir. Recobraron el título mundial en el Campeonato Mundial en marzo, concluyendo así su segunda temporada invictos.

### Temporada 2013/2014

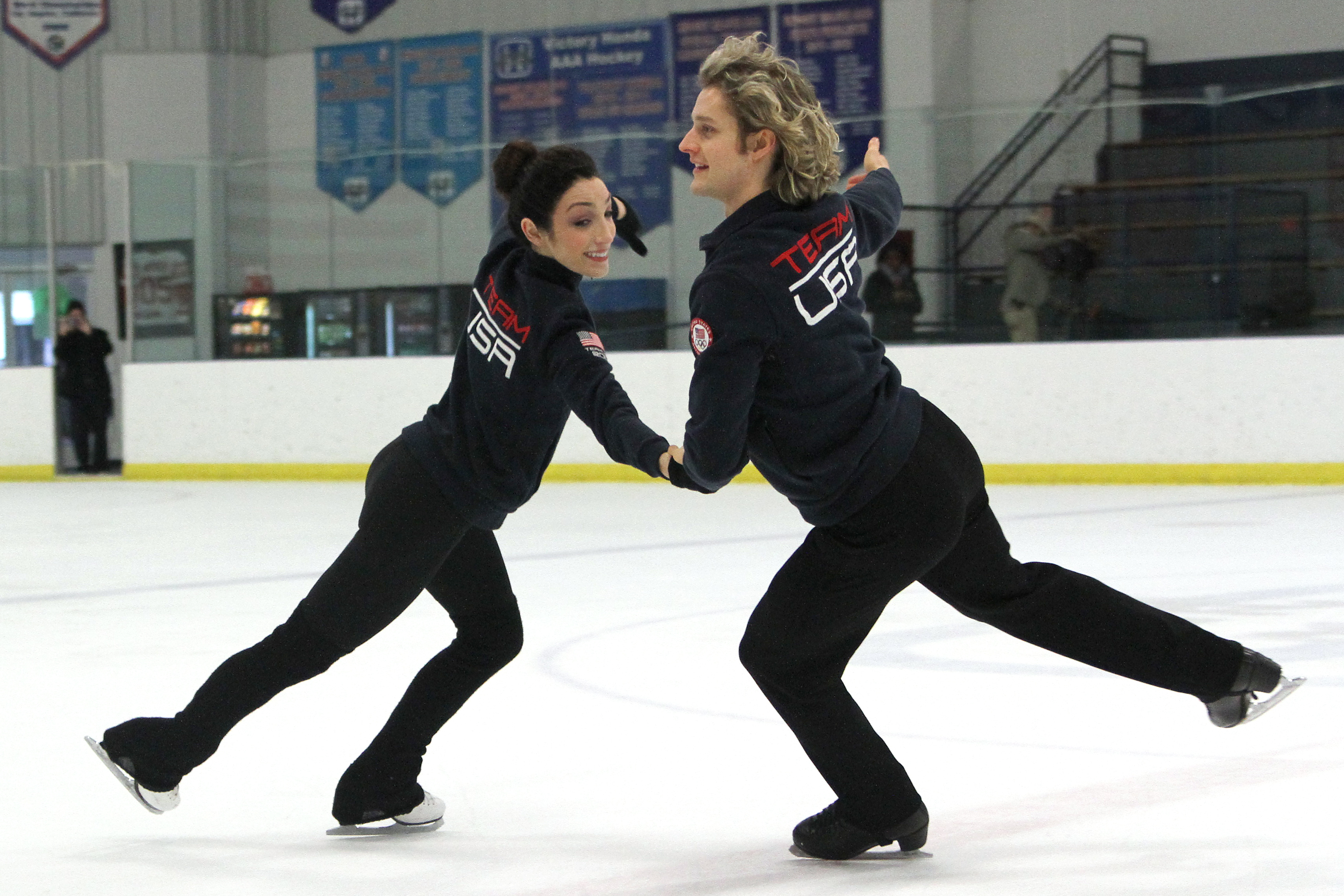
Davis y White entrenándose en 2014

En el Grand Prix de la temporada 2013/2014, Davis y White ganaron las dos competiciones en las que tomaron parte, Skate America y el Trofeo NHK, así como la final. Hasta entonces, ninguna pareja de danza había logrado ganar la final cinco veces. consiguieron también de nuevo la medalla de oro en el Campeonato de Estados Unidos y se clasificaron para participar en los  Juegos Olímpicos de Sochi, en Rusia.
En Sochi, Davis and White quedaron primeros en ambas porciones de la sección de danza en la competición por equipos, y  obtuvieron por consiguiente 20 puntos para los Estados Unidos, que obtuvo la medalla de bronce. En la competición de danza, Davis and White volvieron a ganar con puntuaciones aún más altas y recibieron la primera medalla de oro olímpica para una pareja de danza estadounidense. Tras la victoria en los Juego Olímpicos, no participaron en el Campeonato Mundial de 2014. A la fecha, la temporada 2013/2014 fue la última en la que compitieron en el patinaje deportivo.

## Programas
| Temporada | Danza corta | Danza libre                                                                                                 | Exhibición |
| --------- | --- | --- | --- |
| 2013-2014 | Selecciones de la banda sonora de My Fair Lady (Frederic Loewe) | - Scheherazade (Nikolái Rimski-Kórsakov)                                                                    | - «Fade Into You» (Sam Palladio y Clare Bowen) - Piano Concerto no. 2, II: adagio sostenuto (Serguéi Rajmáninov)                                      |
| 2012-2013 | - Giselle (Adolphe Adam) | - Notre-Dame de Paris (Riccardo Cocciante)                                                                  | - «Fade Into You» (Sam Palladio y Clare Bowen) - «Someone like You» (Adele) - «The Way I Am» (Ingrid Michaelson) - «Rhythm of Love» (Plain White T's) |
| 2011-2012 | - «Batucadas» (Mitoka Samba) - «Life Is a Carnival» (varios artistas) - «On the Floor» (Jennifer Lopez)                                                              | - Die Fledermaus (Johann Strauss II)                                                                        | - «Someone like You» (Adele) |
| 2010–2011 | - «Brindisi» de La traviata (Giuseppe Verdi) - «Vals de Musetta» de La bohème (Giacomo Puccini)                                                                      | - Banda sonora de Il Postino (Luis Bacalov) - «Payadora» (Lisandro Adrover) - «Recuerdo» (Lisandro Adrover) | - «The Way I Am» (Ingrid Michaelson) - «Rhythm of Love» (Plain White T's)                                                                             |
|           | Danza original | | |
| 2009–2010 | - «Kajra Re» de Bunty Aur Babli (Shankar Mahadevan, Ehsaan Noorani y Loy Mendonsa) - «Silsila Ye Chahat Ka» - «Dola Re Dola» de Devdas (Ismail Darbar y Nusrat Badr) | - Selecciones de El fantasma de la ópera (Andrew Lloyd Webber)                                              | - «Billie Jean» (Michael Jackson) interpretada por David Cook                                                                                         |
| 2008-2009 | - "«Happy Feet» (Jack Yellen y Milton Ager) - «20's Piano original composition» (Joe Laduke)                                                                         | - Selecciones de Sansón y Dalila (Camille Saint-Saëns)                                                      | - «Don't Stop Me Now» (Queen) |
| 2007-2008 | - «Kalinka» (Iván Lariónov) | - «Eleanor Rigby» (The Beatles)                                                                             | - «Beyond the Sea» (Bobby Darin) interpretada por Kevin Spacey                                                                                        |
| 2006-2007 | - «A los amigos» (Astor Piazzolla) | - «Danzas polovtsianas» de El príncipe Ígor (Aleksandr Borodín)                                             | - «Beyond the Sea» (Bobby Darin) interpretada por Kevin Spacey                                                                                        |
| 2005-2006 | - «Ran Kan Kan» - «En los pasos de mi padre» (Tito Puente) - «Bésame mucho» de Un bolero por favor (Consuelo Velázquez) interpretada por Nana Mouskouri              | - «Zarabanda» (Georg Friedrich Händel)                                                                      | |
| 2004-2005 | - «Bésame mucho» de Un bolero por favor (Consuelo Velázquez) interpretada por Nana Mouskouri                                                                         | - «Zarabanda» (Georg Friedrich Händel)                                                                      | |
| 2003-2004 | - «Pennsylvania 6-5000» - «That's All Right» - «This Cat's on a Hot Tin Roof»                                                                                        | Selecciones de temas de Raúl di Blasio                                                                      | |
| 2002-2003 | - Extractos de El murciélago (Johann Strauss II) | - Selecciones de la banda sonora de Chocolat (Rachel Portman)                                               | |

## Resultados desportivos
| Competición                                                                                               | 2006–07 | 2007–08 | 2008–09 | 2009–10 | 2010–11 | 2011–12   | 2012–13 | 2013–14   |
| --- | ------- | ------- | ------- | ------- | ------- | --------- | ------- | --------- |
| Juegos Olímpicos                                                                                          |         |         |         | 2.º     |         |           |         | 1.º       |
| Juegos Olímpicos (equipos)                                                                                |         |         |         |         |         |           |         | 3.ºT/1.ºP |
| Campeonato Mundial                                                                                        | 7.º     | 6.º     | 4.º     | 2.º     | 1.º     | 2.º       | 1.º     |           |
| Campeonato de los Cuatro Continentes                                                                      | 4.º     | 2.º     | 1.º     |         | 1.º     | 2.º       | 1.º     |           |
| Final del Grand Prix                                                                                      |         |         | 3.º     | 1.º     | 1.º     | 1.º       | 1.º     | 1.º       |
| GP Trofeo Éric Bompard                                                                                    |         | 3.º     |         |         |         |           |         |           |
| GP Trofeo NHK                                                                                             | 4.º     |         |         | 1.º     | 1.º     |           | 1.º     | 1.º       |
| GP Copa de Rusia                                                                                          |         |         | 3.º     | 1.º     |         | 1.º       |         |           |
| GP Skate America                                                                                          |         | 4.º     |         |         | 1.º     | 1.º       | 1.º     | 1.º       |
| GP Skate Canada                                                                                           | 4.º     |         | 1.º     |         |         |           |         |           |
| Trofeo Nebelhorn                                                                                          |         |         |         | 1.º     |         |           |         |           |
| Campeonato Nacional de los Estados Unidos                                                                 | 3.º     | 2.º     | 1.º     | 1.º     | 1.º     | 1.º       | 1.º     | 1.º       |
| Trofeo Mundial por equipos                                                                                |         |         |         |         |         | 2.ºT/1.ºP |         |           |
| T = Resultado total del equipo; P = Resultado personal; la medalla se concede por el resultado del equipo |         |         |         |         |         |           |         |           |

## Actividades extradeportivas
Tras los Juegos Olímpicos de Sochi, White participó en la 18.ª temporada del concurso televisivo Dancing with the Stars junto con la bailarina profesional Sharna Burgess. Su pareja de patinaje, Meryl Davis, también participó en el concurso.
Charlie White estudió Ciencia política en la 
Universidad de Míchigan. El 25 de abril de 2015 se casó con la patinadora sobre hielo Tanith Belbin.